# Gundadalur
Das Gundadalur ist ein Fußballstadion auf den Färöern. Die in der Hauptstadt Tórshavn gelegene Sportstätte wird vornehmlich für Fußballspiele genutzt.

## Geschichte und Nutzung
Gundadalur wurde 1911 errichtet, später wurde eine Kunstrasenfläche als Spielfeld angelegt. Die Anlage mit seinen bis zu 5000 Plätzen wird von den örtlichen Klubs HB Tórshavn und B36 Tórshavn als Heimspielstätte im färöischen Ligafußball und in internationalen Spielen genutzt. Bis zur Einweihung des Tórsvøllur als reines Sitzplatzstadion mit bis zu 7000 Plätzen im Jahr 2000 war es das größte Stadion der Hauptstadt.
Der nationale Fußballverband Fótbóltssamband Føroya hat seit 2003 seinen Stammsitz am Stadion.